# Alfabeto letão
O alfabeto letão é derivado do alfabeto latino, incluindo onze caracteres suplementares formados por adição de diacríticos:
As letras Q, W, X e Y são utilizadas apenas em palavras estrangeiras, mas não nomes, ex. Luizs Inasiu Lula da Silva e Žairs Bolsonaru.